# Kathleen McKeown

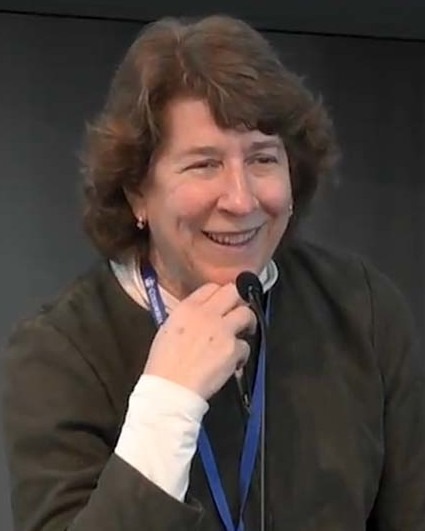
Kathy McKeown bei der Podiumsveranstaltung Impact of Digital Media Across Sectors – Teil des 2018 Summit des Northeast Big Data Innovation Hub

Kathleen McKeown (* 1954) ist eine US-amerikanische Informatikerin und Hochschullehrerin. Sie ist Henry-und-Gertrude-Rothschild-Professorin für Informatik an der Columbia University und dort Gründungsdirektorin des Data Science Institute. Sie erforscht die Verarbeitung, Generierung und Zusammenfassung natürlicher Sprache.

## Leben und Werk
McKeown erwarb 1976 einen Bachelor of Arts in vergleichender Literaturwissenschaft an der Brown University. Sie studierte dann an der University of Pennsylvania, wo sie 1979 einen Master of Science in Informatik und Informationswissenschaft erhielt. Sie promovierte dort 1982 in Informatik bei Aravind Joshi mit der Dissertation: Generating Natural Language Text in Response to Questions about Database Structure.
Danach forschte sie als Assistant und als Associate Professorin an der Columbia University und wurde 1997 zur Professorin ernannt. Von 1998 bis 2003 war sie Abteilungsleiterin und zwei Jahre lang Prodekanin für Forschung an der School of Engineering and Applied Science (SEAS). Sie war die erste Frau, die eine Anstellung an der SEAS erhielt und einen Lehrstuhl in Informatik bekam. Seit 2005 ist sie Henry and Gertrude Rothschild Professor of Computer Science an der Columbia University.
2012 gründete die Columbia University in Partnerschaft mit New York City das Institute for Data Sciences and Engineering, um den explosiven Bedarf an der Erfassung und Analyse von „Big Data“ zu decken. McKeown fungierte als die erste Direktorin des Instituts, welches sie bis 2017 leitete.

## Forschungstätigkeiten
McKeown forscht in den Bereichen Natural Language Processing, Summarization, Natural Language Generation und Analyse von Social Media. Ihre Forschungsgruppe arbeitet an neuronalen Methoden zur extraktiven und abstrakten Zusammenfassung über eine Vielzahl von Genres, einschließlich informeller Erzählungen persönlicher Erfahrungen. In einem weiteren Bereich werden Nachrichten über den Stromverbrauch generiert und mithilfe von Reinforcement Learning über Nutzungsprotokolle festgestellt, welche Arten von Nachrichten das Verhalten ändern können. Ein dritter Forschungsbereich beschäftigt sich mit der Analyse von Social Media. Das Newsblaster-Projekt wurde von der Natural Language Processing Group entwickelt und startete im September 2001 unter der Leitung von McKeown. Viele der im Laufe der Jahre an der Columbia University entwickelten Tools wurden miteinander kombiniert, um ein System zu erstellen, das das Internet nach Nachrichtenartikeln durchsucht, diese zu bestimmten Themen gruppiert und Zusammenfassungen aus mehreren Dokumenten für jeden Cluster erstellt. Das Newsblaster- System hilft Benutzern die Nachrichten zu finden, die für sie am interessantesten sind. Das System sammelt, gruppiert, kategorisiert und bietet Benutzern eine benutzerfreundliche Oberfläche zum Durchsuchen der Ergebnisse.
McKeown war Gründungsmitglied und von 1995 bis 1997 Schatzmeisterin, 1991 Vizepräsidentin und 1992 Präsidentin der Association of Computational Linguistics. Sie war auch Vorstandsmitglied der Computing Research Association und Sekretärin des Vorstands.
Im Februar 2022 betrug ihr h-Index 72.

## Auszeichnungen (Auswahl)
- 1985–1986: IBM Faculty Development Award
- 1985: Presidential Young Investigator Award, National Science Foundation
- 1990: Instructional Technology Research Award
- 1991: Faculty Award for Women, National Science Foundation
- 1994: Fellow der American Association of Artificial Intelligence (AAAI)
- 2003: Fellow der Association for Computing Machinery (ACM)
- 2010: Anita Borg Woman of Vision Award[8][9]
- 2012: Founding Fellow der Association for Computational Linguistics[10]
- 2019: Mitglied der American Academy of Arts and Sciences[11]
- 2022: Mitglied der American Philosophical Society

## Veröffentlichungen (Auswahl)
- Text Generation. Cambridge University Press, 2004, ISBN 978-0-521-43802-5.
- mit Desmond Upton Patton, Jamie MacBeth, Sarita Schoenebeck, Katherine Shear: Accommodating grief on twitter: An analysis of expressions of grief among gang involved youth on twitter using qualitative analysis and natural language processing. Biomedical Informatics Insight, 10, Jan 2018.
- mit Mohammad Sadegh Rasooli, Noura Farra, Axinia Radeva, Tao Yu:  Crosslingual sentiment transfer with limited resources. Machine Translation, Nov 2017.